# Slaget vid Nordkleiva
Slaget vid Nordkleiva var svenskarnas sista försök under Karl XII:s norska fälttåg 1716 att besegra det norska försvaret. Det svenska nederlaget förhindrade ytterligare svenska offensiver, och Karl XII:s svenska armé fick tåga tillbaka till Sverige.